# 命くれない
「命くれない」（いのちくれない）は、1986年3月21日に発売された瀬川瑛子の39枚目のシングル。

## 解説
- 発売時のレコード店からの予約枚数は「1860枚とちょっと」であったが[1]、1987年に入ると徐々に有線で上位にランクインするようになる。1988年1月下旬に100万枚目のレコードをプレスし[1]、累計では170万枚を売り上げた[2]。
- この曲の大ヒットにより、1987年の『第38回NHK紅白歌合戦』に念願の初出場を果たした。瑛子の実父である瀬川伸も過去2回紅白に出場しており、史上初めて親子での紅白歌合戦出場歌手となった。
- オリコンチャートでは、最も低い年間売り上げ（42万3千枚）と最も低い最高順位（6位）での年間シングルチャート1位（1987年度）を獲得した。翌1988年度も第20位にランクインしている。
- 『ザ・ベストテン』（TBS）では1987年年間ランキング第2位・1988年年間ランキング第62位（当番組の週間ランクインは1988年1月に3週連続で8位（最高順位）、1988年2月に1週9位）、『歌のトップテン』（日本テレビ）でも1987年年間ランキング第4位を記録した。
- JASRAC賞では1987年度（1988年）・1988年度（1989年）と2年連続金賞を獲得している。JASRAC賞で2年連続金賞を獲得したのはこの曲と『世界に一つだけの花』『ヘビーローテーション』の3曲のみ（2022年11月現在）。

## 収録曲
- 両楽曲共に、作詞：吉岡治／作曲：北原じゅん／編曲：馬場良

1. 命くれない（4分29秒）
2. 忘れ傘（4分36秒）